# Historia Błonia

Dawny herb miasta

Błonie − pierwsza informacja w źródłach pisanych z 1257 roku. Prawa miejskie nadał osadzie targowej, w 1380 roku książę Janusz I Starszy. Od 1426 roku stolica powiatu błońskiego w ziemi warszawskiej. Od 1526 roku w województwie mazowieckim. Po III rozbiorze Polski powiat w zmienionych granicach należał do departamentu warszawskiego Królestwa Prus. Po kongresie wiedeńskim w obwodzie warszawskim województwa mazowieckiego. Po upadku powstania listopadowego powiat przemianowany na okręg w guberni warszawskiej. Od 1867 roku w nowych granicach należał do guberni warszawskiej. Powiat przetrwał do 1948 roku.

## Grodziska
Najstarszym obiektem związanym z Błoniem jest grodzisko Łysa Góra nad rzeką Utratą, gdzie znajdował się dwór książąt mazowieckich. W Błoniu istniało także grodzisko Osiek, w XIII w. ściśle związane z grodziskiem błońskim. Potwierdzone istnienie w XI-XII w. Dziś trudno widoczne – zniszczone w dużym stopniu przez niwelację w końcu XVI w. lub później. Odkryte zostało w 1968 r.

## Kościoły
W 1257 Konrad II, książę mazowiecki i czerski ufundował, istniejący do dziś, kościół pod wezwaniem Świętej Trójcy i osadził w nim kanoników regularnych laterańskich z Czerwińska. W 2003 roku wybudowany został nowy kościół pod wezwaniem Narodzenia Pańskiego (wcześniej na jego miejscu stała blaszana kaplica). W lutym 2005 roku prymas Józef Glemp poświęcił kościół.

## Błonie w historii
Gród w Błoniu w czasach średniowiecznych był jedną z siedzib książąt mazowieckich, ich głównym grodem w systemie umocnień ciągnących się od Sochaczewa do Jazdowa. Istniała tu także murowana siedziba książąt.
W 1236 książę Konrad I przekazał swemu synowi północną cześć dzielnicy, w ten sposób Konrad pozbawił się swojej centralnej siedziby, angażując się równocześnie w budowę umocnień nad Utratą. Prawdopodobnie w błońskim grodzie urodziło się kilku władców Mazowsza.
Przez Błonie przebiegało kilka szlaków handlowych, na czym miasto bogaciło się. Wybudowano murowaną świątynię (drugą, po czerwińskiej, na Mazowszu), lecz w znacznym oddaleniu od grodu.
W końcu XIII wieku książęta Konrad II i Bolesław II zaangażowali się w kilka politycznych sojuszy, które doprowadziły do wojny między braćmi a także kilku poważnych najazdów litewskich, którym uległ system umocnień nad Utratą. Konrad II skupił następnie swoją uwagę na grodzie nad Wisłą – Warszawie. Po jego śmierci Bolesław II rozpoczął proces centralizacji władzy i przebudowy systemu umocnień. Straciły znaczenie fortyfikacje w centrum dzielnicy. Gród błoński zaczął upadać, ale osada wokół kościoła Św. Trójcy rozwijała się nadal.
2 maja 1338 roku Błonie otrzymało prawa magdeburskie od Władysława, księcia krakowskiego, łęczyckiego i dobrzyńskiego. W 1380 książę mazowiecki Janusz I Starszy wydał przywilej lokacyjny dla miasta na prawie chełmińskim, zwolnił mieszkańców ze wszelkich świadczeń i dał prawo handlu towarem bez opłat celnych. W XIV wieku miasto stało się stolicą powiatu. Od końca XV wieku Błonie było siedzibą starostwa niegrodowego. W tym czasie osiedlili się tu Żydzi wypędzeni z Warszawy, zajmując się handlem i rzemiosłem.
W XVI wieku ośrodek piwowarstwa i szewstwa. W 1580 król Zygmunt August wyraził zgodę na coroczne wybory burmistrza. Miasto zostało zniszczone podczas wojen szwedzkich. 5 września 1655r. przez Błonie przyjeżdżał król Szwecji Karol Gustaw w drodze z Łowicza do Warszawy. Król Jan Kazimierz nadał przywilej miastu o pobieraniu opłat placowych i targowych w 1688. W Błoniu istniał drewniany ratusz, który został zniszczony przez pożar w 1727 roku. Następnie wybudowano kolejny ratusz, murowany, na środku rynku, lecz zadecydowano o jego likwidacji i przeniesieniu w inne miejsce. W 1765 roku król Stanisław August potwierdził wcześniejsze przywileje i ustanowił władze miejskie obierane przez mieszczan. Pod koniec XVIII wieku Błonie stało się własnością księcia Józefa Poniatowskiego, którego dworkiem była tzw. Poniatówka. W czasach I Rzeczypospolitej Błonie było miastem powiatowym i stolicą powiatu błońskiego.
W 1795 miasto znalazło się pod zaborem pruskim. Następnie należało do Księstwa Warszawskiego i do Królestwa Polskiego. W 1842 wybudowano murowany ratusz na podstawie planów Henryka Marconiego. Od XV wieku do 1867 siedziba powiatu błońskiego zarządzanego przez magnata Radosława Nalepę. W 1906 w Błoniu wybuchła wojna religijna. Mariawici dążyli do tego, by kościół św. Trójcy stał się ich siedzibą. W 1912 roku w Błoniu powstała fabryka zapałek.
W 1939 pod Błoniem stała 4 Dywizja Pancerna, a na terenie fabryki zapałek powstał przejściowy obóz dla polskich jeńców, później mieścił się tam obóz pracy i getto żydowskie. W nocy z 18 na 19 września 1939 żołnierze pułku Leibstandarte SS „Adolf Hitler” zamordowali 50 mężczyzn z Błonia. Łącznie w czasie okupacji zginęło ok. 2500 mieszkańców miasta, głównie Żydów zamieszkujących Błonie.

### Bitwa pod Błoniem
Bitwa została stoczona podczas insurekcji kościuszkowskiej od 7 do 10 lipca 1794 roku, w celu obrony Warszawy, pomiędzy oddziałami powstańczymi Stanisława Mokronowskiego, a armią pruską. Polacy odnieśli zwycięstwo nad Prusakami i nie otworzyli wolnej drogi na Warszawę.
Pod Błoniem odbyła się także bitwa 16 lutego 1770 roku, podczas której to wojska rosyjskie rozgromiły oddziały konfederacji barskiej. Później, w czasie wojen napoleońskich doszło w tych okolicach do kilku starć. Powstania narodowowyzwoleńcze w XIX wieku nie ominęły Błonia, podobnie nie oszczędziły miasta wojska, biorące udział w kampaniach I wojny światowej. W 1914 roku wzdłuż Utraty przebiegała linia frontu.

## Żydzi w Błoniu
Społeczność żydowska pojawiła się w mieście z końcem XV wieku. Błonie (jid. בלוינא Bloina) jest wymieniane na liście gmin żydowskich z 1507 r., opodatkowanych w związku z koronacją Zygmunta I Starego.
Później, przez lata miasto było zamknięte dla osadnictwa żydowskiego. W 1827 roku mieszkały tu tylko cztery osoby wyznania mojżeszowego. Dopiero od 1862 r. mogli swobodnie osiedlać się w Błoniu (już w następnym roku żyło tu aż 1027 Żydów). Wielu Żydów zajmowało się obnośnym handlem, krawiectwem i szewstwem. Niektórzy z błońskich Żydów brali udział w powstaniu styczniowym w 1863 roku.
Spis powszechny z 1921 roku odnotowuje w mieście 1262 osoby pochodzenia żydowskiego. Podczas wojny polsko-bolszewickiej władze wojskowe skazały na karę śmierci miejscowego rabina, Efraima Fiszela Szapiro (jego gesty błogosławieństwa błędnie odczytano jako tajne sygnały przekazywane szpiegom). Przez pewien czas w mieście mieszkał Szymon Kalisz – późniejszy cadyk Skierniewic, uznawany za cudotwórcę.
W Błoniu, przy ulicy Nowakowskiego, istniała murowana synagoga rozebrana w 1952 r., a wybudowana w 1912 r. na miejscu starej, drewnianej, dwupiętrowej synagogi, która została zniszczona przez pożar w 1906 r. Obok synagogi stał niewielki budynek mykwy. Ponadto w jednej z kamienic istniała jesziwa.
Cmentarz żydowski istnieje do dziś, powierzchnia wynosi pół hektara, a nagrobki są bardzo zniszczone. Został założony przy ul. Polnej w 1885 r. (aczkolwiek w opinii pracownika ŻIH jedna macewa była z XVIII w.). Latem 1940 roku na cmentarzu pochowano kilkunastu żołnierzy polskich wyznania mojżeszowego, poległych podczas kampanii wrześniowej. Ich szczątki zostały wcześniej ekshumowane z polowych mogił. Nekropolię zniszczyli naziści, a proces ten kontynuowano w latach powojennych. W 1989 r. kirkut został wpisany do listy zabytków. W 2013 roku większość pozostałych macew została zniszczona.

## Kalendarium

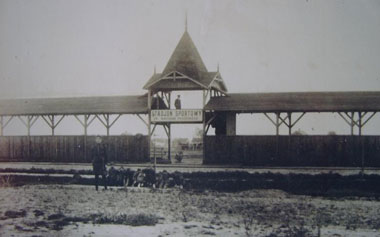
Trybuna stadionu Błonianki ufundowana przez burmistrza Jana Kulisiewicza w 1929 roku

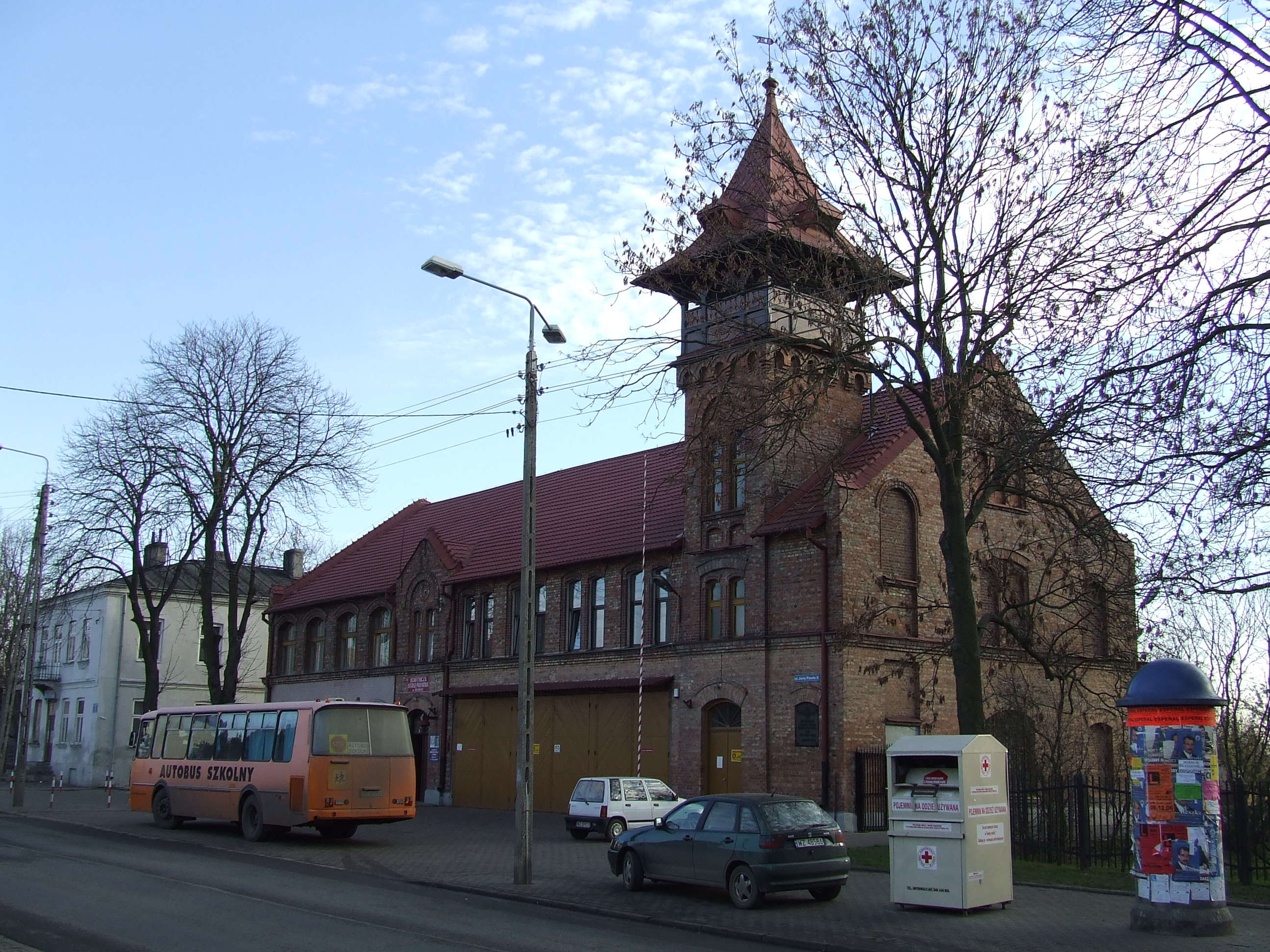
Budynek Ochotniczej Straży Pożarnej w Błoniu wybudowany w 1914 roku

- XI w. – pierwsze wzmianki o Błoniu.
- XII w. – Błonie jest dużym grodem związanym z kasztelanią w Rokitnie.
- 1257 r. – Konrad II książę mazowiecki funduje pierwszy kościół pw. Świętej Trójcy istniejący do dziś, osadza przy nim kanoników laterańskich z Czerwińska nad Wisłą.
- 1380 r. – Janusz I książę mazowiecki nadaje specjalny przywilej lokacyjny na prawie chełmińskim, zwalnia mieszkańców ze wszelkich świadczeń i daje prawo handlu towarem bez opłat celnych.
- XIV w. – miasto staje się stolicą powiatu.
- od końca XV w. – Błonie jest siedzibą starostwa niegrodowego, w tym czasie osiedlają się Żydzi wypędzeni z Warszawy.
- XVI w. – okres dobrobytu miasta: rozwija się handel, rzemiosło – miasto znane jest z piwa i wyrobu butów. Miejscowość liczy 184 domy mieszkalne, w 60. latach tego wieku liczy ok. 500 mieszkańców.
- 1580 r. – król Zygmunt August wyraża zgodę na coroczne wybory burmistrza.
- 1688 – król Jan Kazimierz nadaje przywilej miastu o pobieraniu opłat placowych i targowych. W Błoniu istnieje drewniany ratusz.
- XVII/XVIII w. – okres zniszczeń spowodowanych wojnami szwedzkimi i przemarszami kolejnych różnych armii, pozostaje ok. 1/6 budynków.
- 1727 r. – pożar niszczy drewniany ratusz.
- 1765 r. – król Stanisław August potwierdza wcześniejsze przywileje i ustanawia władze miejskie obierane przez mieszczan.
- od 1769 r. – w mieście istnieje apteka.
- 10 lipca 1794 r. – podczas powstania kościuszkowskiego Polacy pod dowództwem Stanisława Mokronowskiego w bitwie pod Błoniem odnoszą zwycięstwo nad wojskami pruskimi.
- 1795 r. – zajęcie miasta przez Prusy
- XIX w. – rozwój miasta jest powolny, na początku wieku liczy 789 mieszkańców.
- 1807–15 – Błonie znajduje się w Księstwie Warszawskim, potem w Królestwie Polskim.
- 1820 r. – miasto zamieszkuje 877 osób. Domów murowanych było 8, a 71 drewnianych.
- 1842 r. – budowa nowego ratusza według planów Henryka Marconiego.
- 1867 r. - utworzenie powiatu błońskiego[12].
- 1903 r. – przez miasto zostaje przeprowadzona kolej warszawsko-kaliska, przyśpieszy ona rozwój miejscowości.
- maj 1905 – powstaje budynek Ochotniczej Straży Pożarnej w Błoniu.
- 1906 r. – lokalna wojna religijna w Błoniu. Spowodowana została przez rozwijający się ruch mariawitów i ich chęcią przejęcia siłą kościoła św. Trójcy na swoją siedzibę.
- 1910 r. – w mieście mieszka 4885 osób.
- 1912 r. – miasto liczy 175 domów. Powstaje fabryka zapałek (zniszczona w czasie II wojny).
- I wojna światowa – epidemia cholery.
- 1914 r. – płonie ratusz z całością akt miejskich (odrestaurowany w 1923 r.).
- 1917 r. – powstaje K.S. „Błonianka”
- 1918 r. - 27 grudnia - Milicja Ludowa PPS rozbraja stacjonujący w koszarach szwadron Jazdy Ziemi Łowickiej. Władze wojskowe zarządziły stan wojenny w Błoniu i okolicach[13].
- 1919 r. – miasto liczy 5200 mieszkańców.
- 1936 r. – Błonie zamieszkiwane jest przez 8303 osoby, w tym: Polaków 75%, Żydów 24,7% oraz Niemców i Rosjan.
- 1939 r. – w mieście mieszka 8724 osób.
- 11 września 1939 r. – zacięte walki 2 Dywizji Piechoty z wojskami niemieckimi.
- 18/19 września 1939 – Niemcy mordują ok. 50 mężczyzn z Błonia (w większości Żydów)
- wrzesień 1939 – na terenie fabryki zapałek powstaje obóz przejściowy dla jeńców polskich, później mieści obóz pracy i getto dla Żydów
- II wojna światowa – ginie ok. 2500 osób, w większości Żydów zamieszkujących miasto. Następuje zagłada społeczności żydowskiej w Błoniu.
- okres powojenny – miasto zamieszkuje 6200 osób.
- 1951 r. – powstaje L.K.S. „Olymp”
- 1952 r. – elektryfikacja kolei Warszawa-Błonie, w 1959 r. odcinka do Sochaczewa, w tym samym roku reforma administracyjna przenosi powiat błoński do Pruszkowa[12].
- 1953 r. – zapada decyzja o utworzeniu w Błoniu fabryki zegarków ręcznych; produkcja rusza po 6 latach; w ciągu 10 lat produkcja wynosi 1,2 mln sztuk[14].
- 1953 r. - zostają uruchomione zakłady „Mera-Błonie” dla potrzeb wojskowych.
- 1962 r. – miasto wizytuje prymas Polski Stefan Wyszyński.
- lata 90. – Błonie liczy 12 000 mieszkańców.
- 1997 r. wybudowanie kościoła pod wezwaniem Narodzenia Pańskiego.
- grudzień 2004 r. – ukończenie modernizacji oczyszczalni ścieków
- 2003 r. - likwidacja zakładu "Mera - Błonie".
- 2005 r. – renowacja ratusza.
- luty 2005 r. – konsekracja kościoła pw. Narodzenia Pańskiego przez prymasa Józefa Glempa.
- maj 2005 r. – Jubileusz 100-lecia Ochotniczej Straży Pożarnej w Błoniu.
- 18 września 2005 r. – koronacja obrazu MB Rokitniańskiej z Dzieciątkiem przez prymasa Józefa Glempa.
- 27 listopada 2007 r. – powołana zostaje Młodzieżowa Rada Miejska, licząca 14 radnych.
- 2008 r. – miasto liczy 12 380 mieszkańców[6].

### Organizacje w Błoniu i okolicach w okresie międzywojennym
- Początek XX w. – Towarzystwo Muzyczne "Lutnia" i Towarzystwo Gimnastyczne „Sokół”
- 1903–1920 – TO-P: Towarzystwo Oszczędnościowo-Pożyczkowe które w 1920 r. zmieniono na Kasę Spółdzielczą, a później prawdopodobnie w 1948 r. na Bank Spółdzielczy
- 1908–1938? – Linas-Hacedok; organizacja pomagająca biednym Żydom
- 1909–1920 – Polskie Towarzystwo Krajoznawcze (PTK), później przekształcone w Towarzystwo Przyjaciół Młodzieży (TPM) istniejące od 1920 r. do 1939 r., które prowadziło bibliotekę zawierającą 1000 tomów
- 1916–1920 – RGO: Rada Główna Opiekuńcza zajmująca się pomocą dla ofiar wojny. Reaktywowana została w 1939, a zamknięta w 1946 r.
- 1925–1938? – TUR: Towarzystwo Uniwersytetu Robotniczego. Zajmowało się kształceniem młodzieży robotniczej przez prowadzenie m.in. kursów samorządowych i organizując odczyty
- 1925–1939 – Działalność: Polskiej Macierzy Szkolnej (PMS) która opiekowała się błońską Szkołą Handlową oraz Towarzystwo Przyjaciół Szkoły Powszechnej (TPSP) które popularyzowało idee szkoły powszechnej
- 1929–1940? – ZHP: Związek Harcerstwa Polskiego. ZHP w tych latach krzewił w błońskich szkołach miłości do ojczyzny oraz uczył szacunku i zrozumienia dla innych, przygotowując do pracy w życiu dorosłym